# Pryscjan

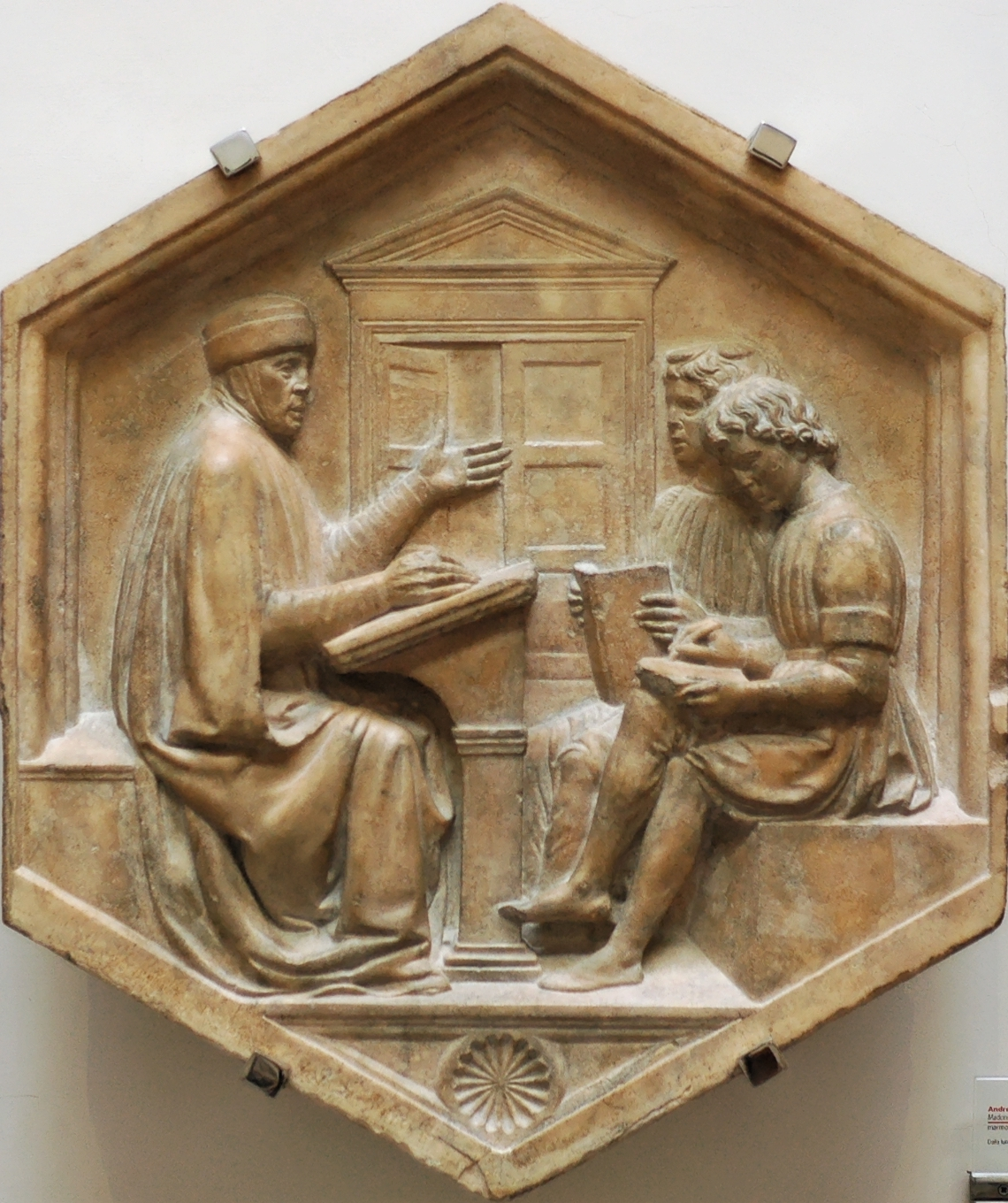
Pryscjan nauczający gramatyki. Relief w marmurze po północnej stronie dzwonnicy katedry we Florencji, wykonany między rokiem 1437 a 1439 przez Luca della Robbia.

Pryscjan (łac. Priscianus), także Priscian, Priscjan, właściwie Pryscjan z Cezarei (łac. Priscianus Caesariensis) – łaciński gramatyk, historyk literatury, tłumacz i poeta z przełomu V i VI wieku. Pochodził z Afryki, nauczał i pisał w Konstantynopolu. Do XVIII wieku jego prace wywierały znaczący wpływ na europejską naukę i literaturę. Autor Institutiones grammaticae, dzieła, które przez niemal półtora tysiąca lat było używane przy zaawansowanym nauczaniu łaciny i nadal jest podstawą gramatyki języka łacińskiego.

## Życie
Pryscjan urodził się w V wieku w afrykańskiej Cezarei, stolicy rzymskiej prowincji Mauretania Caesariensis. Prawdopodobnie nigdy nie odwiedził Rzymu. Według świadectwa Kasjodora (485–583) nauczał łaciny w Konstantynopolu, niewątpliwie za rządów cesarza Anastazjusza (491–518), gdyż poświęcił temu władcy panegiryk. Jego uczeń Eutyches pisał o Pryscjanie jako osobie zmarłej, kiedy w latach 526–527 określił go jako Romanae lumen facundiae („światło rzymskiej elokwencji”) i communis hominum praeceptor („nauczyciel całej ludzkości”).
Pryscjan kształcił się prawdopodobnie w Cezarei lub Kartaginie, skąd zbiegł – jak wielu jego rodaków – przed Wandalami. Nie udał się do zajętego już przez barbarzyńców Rzymu, ale do Bizancjum. Tam cesarze Anastazjusz i Justynian popierali naukę łaciny, która pozostawała oficjalnym językiem Cesarstwa. Pryscjan najprawdopodobniej pod koniec życia kierował szkołą łacińską w Konstantynopolu, która po upadku szkolnictwa na Zachodzie pozostała ostatnim znaczącym ośrodkiem studiów nad rzymską gramatyką i literaturą.
Na początku VI wieku w Bizancjum tolerowano pozostałości pogaństwa, a Pryscjan mógł bez przeszkód prowadzić w szkole wykłady oparte na mitologii Rzymian i Greków. Sam nie wyraził własnych poglądów religijnych i filozoficznych, choć jego utwory to wielka pochwała pogańskiego dziedzictwa. Jako obywatel był najprawdopodobniej chrześcijaninem, jako uczony – poganinem. Dzięki niemu koncepcja koegzystencji tych dwóch tradycji została przekazana zachodniemu średniowieczu. Przywrócono ją do życia wiele wieków później, we włoskim humanizmie, który do Pryscjana często się odwoływał.
Wielu komentatorów uważało Pryscjana za poganina. Alan z Lille nazwał go pijanym i szalonym apostatą, a w jego dziełach dostrzegał liczne błędy. Powtarzają te sformułowania Hugon z Trimberg, Marie de France czy Szekspir w Straconych zachodach miłości z 1594 roku. Powodem było dedykowanie Institutiones konsulowi Julianowi, którego mylono z Julianem Apostatą. W kilku cytatach, które przytoczył Pryscjan za autorami klasycznymi, zawarte były homoseksualne aluzje, stąd w średniowieczu posądzano niekiedy autora Institutiones o perwersję i rozwiązłość seksualną. Opierając się na tego typu przesłankach, Dante umieścił Pryscjana w Piekle, w kręgu siedmiu potępionych sodomitów.

## Znaczenie

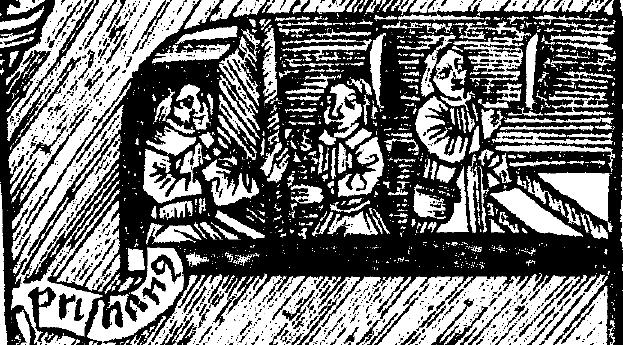
Pryscjan nauczający gramatyki. Drzeworyt Gregora Reicha w Margarita Philosophica, Strasbourg 1512.

Kiedy w Konstantynopolu kwitły studia na gramatyką i literaturą łacińską, na Zachodzie upadała kultura antyczna. To nad Bosforem epickie poematy tworzył Corippus, a komisja gramatyków i prawników ułożyła Digesta Justyniana. W 524 roku zginął w Italii Boecjusz, a mniej więcej dwa lata później powstała w Konstantynopolu ostateczna redakcja Institutiones. Jej kopia już po kilku latach, prawdopodobnie z wojskami Justyniana, dotarła do Italii. W Vivarium Kasjodor polecił sporządzić odpisy, dzięki którym dzieło gramatyka z Konstantynopola było znane w średniowiecznej, łacińskiej Europie i używane podczas nauki w trivium.
Zachowało się ponad tysiąc średniowiecznych rękopisów z dziełami Pryscjana. W Brytanii wspominał go jako pierwszy Aldhelm, biskup Sherborne (zm. 709), cytował Beda. Pryscjan był Latinae eloquentiae decus („ozdobą łacińskiej elokwencji”) dla Alkuina a Hraban Maur obszernie cytuje Institutiones w swoich pracach gramatycznych. W wierszu Petrarki z 1343 roku Pryscjan pojawia się jako uosobienie gramatyki.
Gramatyka Pryscjana była bardziej szczegółowa i wszechstronna, miała też większą wartość naukową niż przeznaczone dla początkujących prace Donata. Dlatego w najlepszych szkołach, podczas nauki w trivium, po opanowaniu Ars minor i Ars maior, studiowano Institutiones. Szczególnie ważne okazały się nowatorskie badania Pryscjana nad rodzajem gramatycznym łacińskich wyrazów oraz różnicami pomiędzy odmianą regularną a nieregularną. Nowożytna kodyfikacja łaciny, która rozpoczęła się w XIX wieku, będzie opierała się na jego ujęciu i systematyce gramatyki.
Około roku 1000 Ælfric napisał staroangielską gramatykę, która była adaptacją Institutiones Pryscjana do języka anglosaskiego sprzed najazdu Normanów. Chociaż później większość gramatyk języków wernakularnych powstawało w oparciu o prace Donata, to pierwsze opracowania języków kastylijskiego i toskańskiego były adaptacjami Pryscjana.
Ponieważ Pryscjan przytoczył w Institutiones wiele urywków z autorów klasycznych, przez wieki dostarczał podstaw wiedzy o literaturze. Przykłady poprawnej łaciny czerpał w pierwszej kolejności z dzieł Cycerona i Salustiusza, ale cytował także Plauta, Terencjusza, Wergiliusza, Horacego, Owidiusza, Lukana, Persjusza, Stacjusza i Juwenalisa. Pojedyncze cytaty pochodziły z utworów Cezara, Katona, Katullusa, Propercjusza, Plinusza Starszego oraz z Retoryki dla Herenniusza. Analogie łaciny z językiem greckim wykazywał Pryscjan na przykładach dzieł Homera, Platona, Izokratesa i Demostenesa.
Praeexercitamina, często dołączane w rękopisach i wydaniach do Institutiones, wniosły do kultury łacińskiej elementy greckiej teorii retorycznej. Z traktatu Pryscjana uczono się między innymi odmienności między narratio fictilis („opowieścią fikcyjną”) a narratio historica („opowieścią historyczną”), które to rozróżnienie – przez wieki wcale nie takie oczywiste – na trwale weszło do literatury. Znaczący wpływ wywarł rozdział De laude („O pochwale”). Dostarczył on europejskiej kulturze toposów i wzorców panegirycznych, które mocno zakorzeniły się w piśmiennictwie i stosowane są nadal współcześnie.

## Dzieła

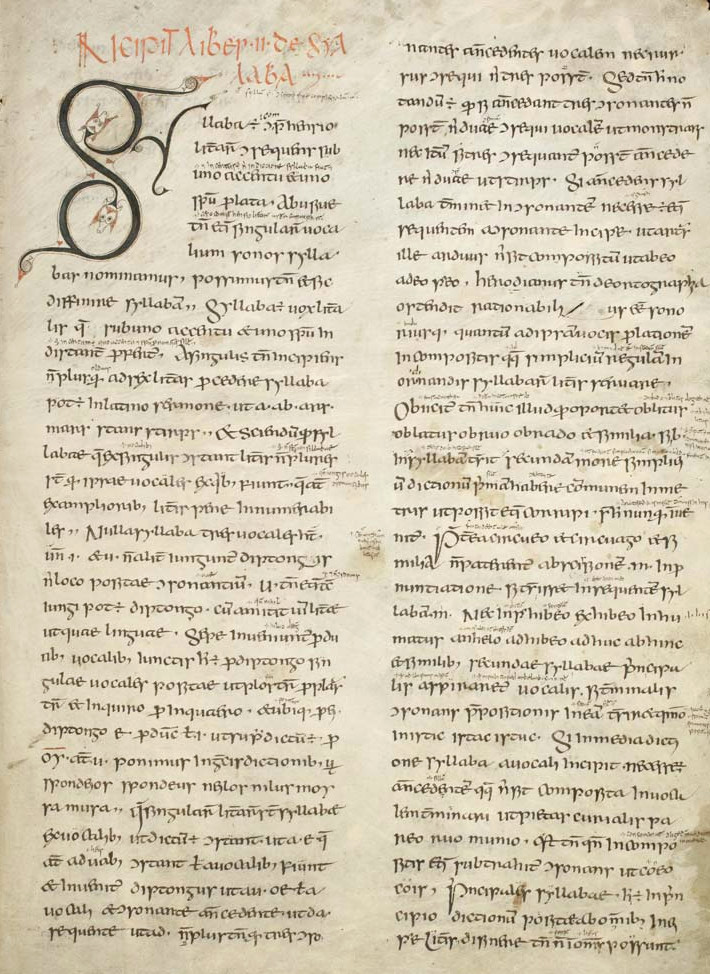
Początek księgi De syllaba („O sylabie”) Institutiones grammaticae Pryscjana z glossami średniowiecznych czytelników. Rękopis spisany w latach 850–851 w Irlandii. Przechowywany w Sankt Gallen, w Bibliotece opactwa św. Galla pod sygnaturą 904.

Pryscjan był autorem Institutiones grammaticae („Podstaw gramatyki”), monumentalnego dzieła poświęconego gramatyce łacińskiej, którego nie zdążył ukończyć przed śmiercią. Uzupełnił je i ostatecznie zredagował uczeń Pryscjana, calligraphus Teodor. Institutiones grammaticae składają się z osiemnastu ksiąg. Pierwsze szesnaście poświęconych zostało fleksji łacińskiej, ostatnie dwie składni.
We wstępie Pryscjan zadeklarował, że będzie pisał, opierając się na przykładzie greckich gramatyków Apolloniosa i Herodiana. Zwłaszcza tytuły i kolejność poszczególnych ksiąg Institutiones były podobne do koncepcji Apolloniosa. Z gramatyków łacińskich Pryscjan wzorował się przede wszystkim na Donacie, ale znał także Flawiusza Capera, Charyzjusza, Diomedesa i Probusa, których prace w większości zaginęły.
Trzy utwory dedykował Pryscjan rzymskiemu konsulowi Symmachowi, ojczymowi Boecjusza. Są to traktat o liczbach, wagach i miarach, traktat o metryce Terencjusza, a także Praeexercitamina – adaptacja z greki ćwiczeń retorycznych (stgr. προγυμνάσματα) Hermogenesa z Tarsu, napisanych za panowania Marka Aurelusza. Były to ćwiczenia stylu, porównywalne ze współczesnymi wypracowaniami szkolnymi, przechodzące od łatwiejszych do coraz trudniejszych. Obejmowały bajkę, chreię (anegdotę), opowiadanie, sentencję, topos, panegiryk, porównanie, prozopopeję, opis i rozwinięcie tezy.
Około 512 roku Pryscjan napisał wierszowany panegiryk cesarza Anastazjusza, składający się z 312 heksametrów i krótkiego wstępu ułożonego w jambach. Przełożył również 1087 heksametrów Periegesis, opisu świata Dionizjosa Periegety.
Zachowały się prace gramatyczne De nomine, pronomine, et verbo („O rzeczowniku, zaimku i czasowniku”), De accentibus („O akcentach”) oraz dzieło poświęcone poezji Wergiliusza – Partitiones xii. versuum Aeneidos principalium („Rozbiór dwunastu pierwszych wersów Eneidy”).

### Wydania dzieł Pryscjana
- Prisciani Caesariensis Grammatici Opera Grammaticarum Vol. 1, De arte grammatica libros XVI. Augustus Krehl (ed.). Lipsk: Libraria Weidmannia, 1819. [dostęp 2014-11-25]. (łac.).
- Prisciani Caesariensis Grammatici Opera Grammaticarum Vol. 2, Libros duos de constructione et reliquos libellos omnes. Augustus Krehl (ed.). Lipsk: Libraria Weidmannia, 1820. [dostęp 2014-11-25]. (łac.).
- Prisciani Institutionum grammaticarum libri I – XII. Martin Hertz (ed.). Lipsk: 1855, seria: Grammatici Latini vol. II. [dostęp 2014-11-24]. (łac.).
- Prisciani institutionum grammaticalium librorum 1.-16. Cirilo García Román, Marco A Gutiérrez Galindo (ed.). Hildesheim, Zürich, Nowy Jork: Olms-Weidmann, 2001. ISBN 978-3-487-11312-8. (łac.).

### Literatura
- John Edwin Sandys: A History of Classical Scholarship from the 6th Century B.C. to the End of the Middle Ages. Cambridge: Cambridge University Press, 1903. [dostęp 2014-11-22]. (ang.).
- Ernst Robert Curtius: Literatura europejska i łacińskie średniowiecze. Kraków: Wydawnictwo Universitas, 1997. ISBN 83-7052-128-2. (pol.).
- Jürgen Leonhardt: Latein: Geschichte einer Weltsprache. Monachium: Verlag C. H. Beck oHG, 2009. ISBN 0-674-05807-0. (niem.). Cytowany za – Jürgen Leonhardt: Latin: Story of a World Language. Kenneth Kronenberg (tr.). Cambridge (Massachusetts), Londyn: The Belknap Press of Harvard University Press, 2013. ISBN 0-674-05807-0. [dostęp 2014-11-22]. (ang.).